# Tullnerbach
Tullnerbach  är en kommun  i Österrike. Den ligger i distriktet Sankt Pölten-Land i förbundslandet Niederösterreich, 20 kilometer väster om huvudstaden Wien. 
Kommunen består av tre orter (Ortschaften) (inom parentes invånarantal 1 januari 2024):
- Irenental (915)
- Untertullnerbach (349)
- Tullnerbach-Lawies (1 687)